# Казталовка
Казта́ловка (каз. Казталовка) — село, центр Казталовського району Західноказахстанської області Казахстану. Адміністративний центр Казталовського сільського округу.
Населення — 5560 осіб (2021; 5055 у 2009, 5008 у 1999, 4540 у 1989).

## Люди
В селі народилася Букеєва Хадиша (1917—2011) — казахська радянська акторка і педагогиня, народна артистка СРСР.